# Sensible (album de Sylvie Vartan)
Pour les articles homonymes, voir Sensible.
Albums de Sylvie Vartan
Sylvie Vartan chante pour les enfants volume 1
(1997) Sylvie Vartan chante pour les enfants volume 2
(1998)
Sensible est le 34e album studio de Sylvie Vartan sorti en octobre 1998 en CD, et en K7 audio
La chanteuse offre, avec moins de succès cependant, un album équivalent au précédent, tant au niveau de la production que dans le choix des auteurs, (Jean-Louis Murat, Marc Lavoine, Richard Cocciante reviennent à nouveau, ainsi que Michel Mallory, Didier Barbelivien pour les titres Sensible et Darina, et surtout son fils David Hallyday qui a composé le musclé Ma vérité sur un texte de Eric Chemouny nouveau venu dans la sphère Vartan et dont elle retient 3 textes. Son frère Eddie Vartan lui offre sa dernière participation sur le titre biographique Les robes. L'album contient deux reprises écrites par Jay Alanski, Odessa et Si tu veux plus d'moi, déjà enregistrées par Anna Betti.

Un show intitulé Irrésistiblement Sylvie servira de promo à l'album. La chanteuse interprétera Sensible, Darina, Ma vérité et partagera la scène avec les invités qu'elle aura choisi : Estelle Hallyday, Michèle Laroque, Nathalie Baye, Axelle Red, Pierre Palmade et également Johnny Hallyday avec qui elle chantera Le bon temps du rock'n'roll. Le show remportera un vif succès auprès du public.

## Liste des titres
| 1.  | Sensible              | Didier Barbelivien | Didier Barbelivien | 3:55 |
| 2.  | Darina                | Didier Barbelivien | Didier Barbelivien | 3:18 |
| 3.  | Odessa                | Jay Alanski        | Jay Alanski        | 3:55 |
| 4.  | Ma vérité             | Éric Chemouny      | David Hallyday     | 4:46 |
| 5.  | J'aime un homme marié | Marc Lavoine       | Fabrice Aboulker   | 3:57 |
| 6.  | L'infidèle            | Éric Chemouny      | David Hallyday     | 3:35 |
| 7.  | Si tu veux plus d'moi | Jay Alanski        | Jay Alanski        | 3:52 |
| 8.  | Je l'aime             | Michel Mallory     | Michel Mallory     | 3:22 |
| 9.  | Les robes             | Éric Chemouny      | Eddie Vartan       | 3:01 |
| 10. | Réversibilité         | Charles Baudelaire | Jean-Louis Murat   | 3:56 |
| 11. | L'autre amour         | Michel Jouveaux    | Richard Cocciante  | 3:32 |

## Extraits
- Sensible (promo)
- Darina (promo)
- J'aime un homme marié / Les robes (cd single non commercialisé)
- Les robes / Ma vérité